# Lygodactylus tuberosus
Lygodactylus tuberosus — вид геконоподібних ящірок родини геконових (Gekkonidae). Ендемік Мадагаскару.

## Поширення і екологія
Lygodactylus tuberosus поширені на півдні і південному заході острова Мадагаскар. Вони живуть в сухих тропічних лісах і рідколіссях, трапляються в деградованих лісах.